# Municipio metropolitano de Bury
El Municipio Metropolitano de Bury (en inglés, Metropolitan Borough of Bury) es un municipio metropolitano del condado metropolitano del Gran Manchester, en Inglaterra. Según el censo de 2021, tiene una población de 193 851 habitantes.
Está situado al norte de la ciudad de Manchester.
El municipio está centrado alrededor de la ciudad de Bury, pero incluye también otras localidades como Ramsbottom, Tottington, Radcliffe, Whitefield y Prestwich.
Al norte limita con los distritos de Rossendale y Blackburn with Darwen, pertenecientes al condado no metropolitano de Lancashire.
El municipio metropolitano fue creado el 1 de abril de 1974, con la transferencia de funciones del municipio condal de Bury y de los municipios de Prestwich y Radcliffe, junto con los distritos urbanos de Tottington y Whitefield y parte del distrito urbano de Ramsbottom, que previamente fueron todos parte de Lancashire.

## Historia
En 2006, a fin de hacer frente a un déficit presupuestal de más de 10 millones de libras, el Concejo del Municipio Metropolitano de Bury decidió vender una pintura de L. S. Lowry llamada A Riverbank ("Una ribera").
Se esperaba que la obra, en la que está pintado el río Irwell y que costó £175 en 1951, se vendiera por entre £500.000 y £800.000. Entre el anuncio y la venta en Christie's, el municipio fue acusado de "selling off the family silver (vender las joyas de la familia)". La autoridad, que tenía la pintura en exposición en el Museo de Arte de Bury, argumentó que estaba poniendo a la gente antes de una pintura.
La pintura recaudó £1,25 millones para la autoridad el 17 de noviembre de 2006 en la subasta en Londres. El postor pagó £1.408.000, incluyendo la comisión. Como consecuencia, fue cancelada la suscripción del municipio al Concilio de Museos, Bibliotecas y Archivos, institución que fue disuelta en 2011.